# Vega-Archipel
Der Vega-Archipel (auch Vega-Inseln, norwegisch Vegaøyene) ist eine Inselgruppe in der norwegischen Region Sør-Helgeland. Der Vega-Archipel befindet sich in der Nähe des Polarkreises an der Helgelandküste in Nord-Norwegen und umfasst insgesamt 1.037 km² mit etwa 6.000 Inseln, Holmen und Schären und einen Teil des Meeres. Die Kulturlandschaft des Vega-Archipels gehört seit 1. Juli 2004 zum UNESCO-Weltkulturerbe.

## Geographie
Neben der etwa 15 mal 15 km großen Hauptinsel Vega mit dem Hauptort Gladstad sind auch die Inseln Ylvingen und Omnøy bewohnt. Weitere Inseln sind u. a. Lånan und Skogsholmen. Der Süden der Insel Vega wird von dem etwa 800 m hohen Berg Trolltinden dominiert, der Norden dagegen von einer Moorlandschaft. Die Inseln Hysvær und Søla gehören zum Landschaftsschutzgebiet Hysvær/Søla. Weitere Schutzgebiete sind die Naturreservate Eidemsliene und Lånan/Skjærvær sowie die Vogelschutzgebiete Lånan, Flovær, Skjærvær und Muddværet.

## Wirtschaft
Die wichtigsten Wirtschaftszweige sind Landwirtschaft, etwas Viehzucht, Fischerei und lokale Dienstleistungen sowie – besonders in der Vergangenheit – der Eiderentenbetrieb zur Daunengewinnung.
Es wird vorwiegend Hering, Dorsch, Köhler und Schellfisch gefangen, zum Teil wird der Fisch vor Ort verarbeitet.

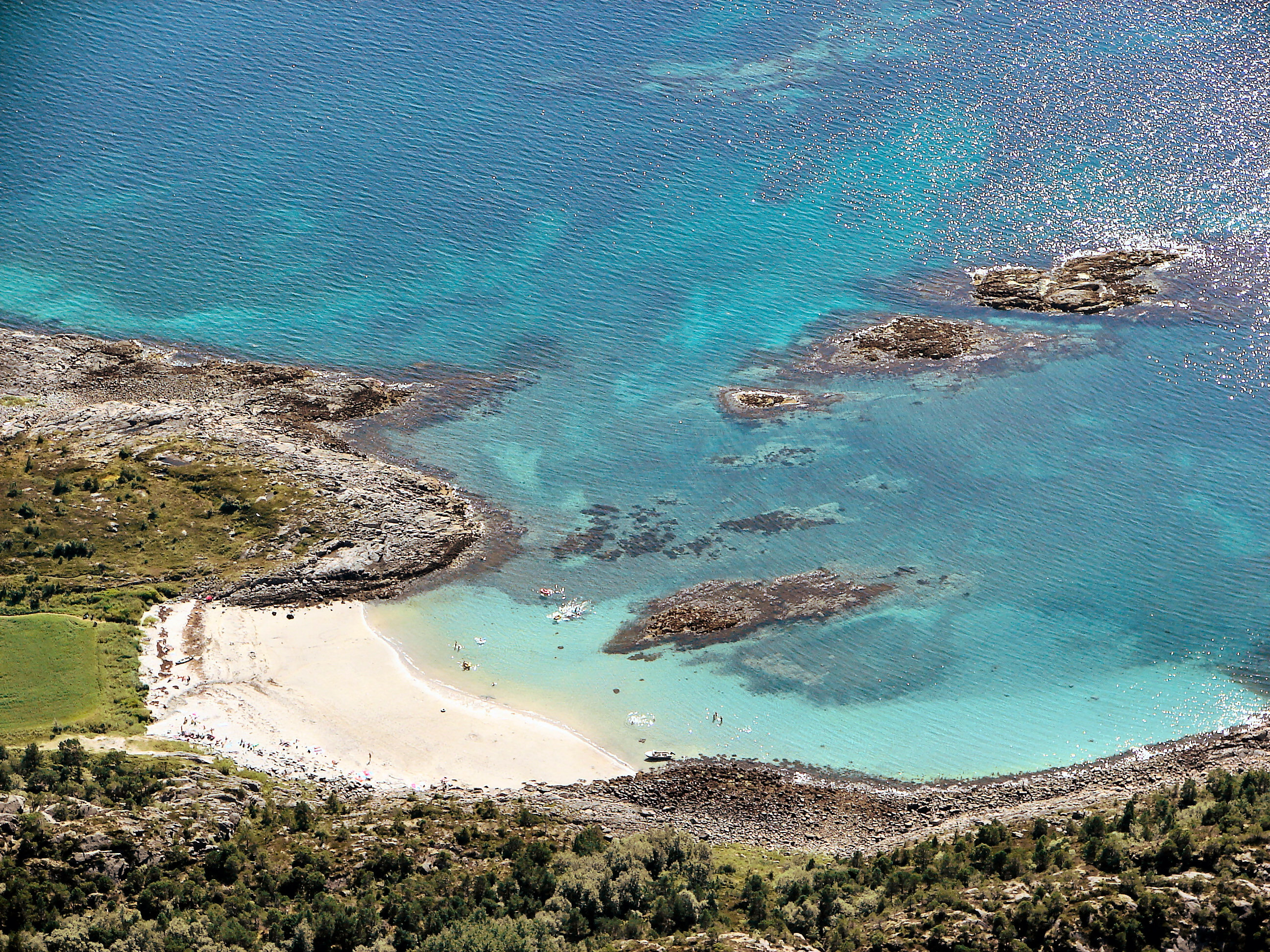
Strand von Eidem im Süden der Hauptinsel Vega

## Geschichte
Die ältesten Siedlungen auf Vega datieren 10.000 Jahre zurück bis in die Steinzeit. Es handelt sich um die ältesten nachgewiesenen Siedlungen in Nordnorwegen. Vermutlich haben die fischreichen Gewässer des Golfstroms dafür gesorgt, dass sich die Menschen dort niederließen.

## UNESCO-Welterbe
Das Unesco-Entscheidungskomitee bestätigte im Juli 2004 die Einmaligkeit der offenen Kulturlandschaft des Vega-Archipels mit der Aufnahme in die Welterbeliste. Auf den Inseln des Vega-Archipels zeugt eine über 1.500-jährige Fischerei- und Landwirtschaftsgeschichte vom harten Leben der Fischer und ihrer Frauen, die traditionell die Daunen der Eiderenten verarbeiteten. Fischerdörfer, Entenfarmen, Kaianlagen, Lagerhäuser und Leuchttürme und von landwirtschaftlicher Nutzung geprägte Naturräume veranschaulichen ihre Lebensweise.
Das harmonische Zusammenleben von „menschlichen“ und „tierischen“ Bewohnern auf Vega in einem jahrhundertelangen Wechselspiel von Natur und Mensch stellte einen besonders wichtigen Aspekt für die UNESCO bei der Verleihung des Welterbestatus dar. Die Bewohner des Vega-Archipels richteten jedes Jahr im März Nistplätze für die Eiderenten unter Steinwällen, in Holzkästen oder in kleinen Wellblechhütten ein. Während der Brutzeit sorgten die Frauen von Vega für die Sicherheit der brütenden Enten. Nachdem die Jungen im Juni/Juli flügge geworden waren und die Enten die Inseln wieder verließen, wurden in diesen „Eiderhäusern“ die Daunen eingesammelt, die die Enten zum Auspolstern der Nester benutzt hatten. Aus den Daunen wurden besonders hochwertige Bettdecken gemacht. Die Daunen wurden seit dem 9. Jahrhundert nach ganz Europa verkauft. Einige dieser Bruthäuschen für die Eiderenten sind noch heute in Betrieb. Auf der Hauptinsel Vega gibt es im Fischereihafen von Nes ein kleines, E-huset genanntes Museum und Dokumentationszentrum über die Eiderenten.
Am 20. April 2005 wurde in Anwesenheit der norwegischen Königin Sonja die Aufnahme des Vega-Archipels in die Welterbeliste der UNESCO mit einem Festakt auf der Insel Hysvær gewürdigt.